# Красивый цветоед
Красивый цветоед (лат. Dicaeum eximium) — вид певчих птиц семейства цветоедовых.

## Таксономия
В составе вида выделяют следующие подвиды:
- Dicaeum eximium eximium Sclater, 1877 — номинативный подвид, обитает на островах Новый Ганновер и Новая Ирландия, находищихся на севере архипелага Бисмарка.
- Dicaeum eximium layardorum Salvadori, 1880 — обитает на острове Новая Британия на юге архипелага Бисмарка.
- Dicaeum eximium phaeopygium Salomonsen, 1964 — населяет остров Дьяул[англ.] к северу от Новой Ирландии.

Видовое название происходит от слова лат. eximius — особенный, исключительный.

## Описание

### Внешний вид
Размеры тела колеблются от 8 до 9,5 см, масса — от 7 до 9,5 г.
У самцов номинативного подвида макушка, передняя часть головы и щёки коричневато-оливковые. Спина серовато-коричневая, ближе к надхвостью становится ярко-оливковой. Надхвостье алое, хвост чёрный с синим отблеском. Грудь и брюшко белые; поперёк груди проходит красная полоса, сразу под ней проходят поперечная и продольная серые полосы, образуя таким образом серую букву «Т», доходящую до брюшка. Бока оливково-коричневые. Радужка глаз тёмно-коричневая. Клюв чёрный, ноги чёрно-серые.
У самок оперение верхней части тела тёмно-серое, надхвостье малиновое. Горло, грудь и брюшко беловато-бежевые, бока желтовато-оливковые.
Молодые особи в целом похожи на самок, но имеют более серое оперение на нижней части тела и более тёмное по бокам горло.
У самцов D. e. layardorum голова серая, верх тела тёмный, почти чёрный; серая полоса на груди переходит в желтовато-зелёное пятно. Радужка глаз красновато-коричневая.
Самцы D. e. phaeopygium отличаются тёмно-коричневым оперением на голове, спине и надхвостье.

### Голос
Одиночное и серийное «цик», различные одиночные высокие звуки.

## Распространение
Является эндемиком Папуа — Новой Гвинеи.
Обитает в низинных (реже — в горных и прибрежных) лесах, на лесных опушках, в высоких зарослях кустарников, в садах. Обычно держится на высоте до 1000 метров над уровнем моря, иногда поднимается до 1500 м н.у.м.
Точное число особей не известно, но популяция считается стабильной. Привычный ареал сокращается ввиду вырубки лесов для расчищения территорий под плантации масличной пальмы, однако вид приспосабливается к изменениям, поселяясь во вторичных и горных лесах.

## Биология
Питается фруктами, пыльцой и нектаром, насекомыми.
Информации о размножении мало. Известно, что гнёзда имеют нависающую крышу и располагаются достаточно низко: до 2 метров над землёй, часто в папоротнике. Яйца белые, продолговатые.